# سعيد شقم
سعيد عبد الرحيم أحمد شقم (19 أبريل 1950 -17 يوليو 2018) وزير أردني من أصول شركسية. تلقّى تعليمه الأساسي في الكلية العلمية الإسلامية، ثم أنهى الثانوية العامة في مدرسة رغدان الثانوية بعمّان سنة 1968، وحصل على شهادة البكالوريوس في إدارة الأعمال من الجامعة الأردنية سنة 1972. مُنح وسام الاستقلال من الدرجة الأولى من الديوان الملَكي سنة 2002.

## العمل
عمل ضابطاً في سلاح الجو الملكي الأردني في مجال برمجة الكمبيوتر بعد تخرجه من الجامعة للفترة عام 1972 - 1976، ثم أصبح مديراً تنفيذياً لشركة تدريب تقنيات عام 1977 - 1981. ثم عمل مساعد اداري للمدير المالي في امانة عمان عام 1981 - 1985 حيث ادخل نظام الحوسبة إلى الامانة بدءأ بدائرة رخص المهن. 
أصبح مديرا لقسم البطاقات المصرفية في بنك البتراء للفترة من 1985 - 1990 ثم أسس الشركة الأردنية لخدمات الدفع من خلال مشاركة البنوك الأردنية في اسهم الشركة ولتعمل لصالحهم على إدارة بطاقات الصرف الالكترونية بصورة مركزية.
شغل منصب المدير التنفيذي لها في الفترة 1991 - 1998 وادخل أول شبكة بطاقات إلكترونية إلى الأردن باسم شبكة جونت ولا زالت عاملة لتاريخه. دخلت شركة فيزا العالمية كشريك استراتيجي مع الشركة الأردنية لخدمات الدفع في العام 1998 كاول استثمار لها من نوعه في الشرق الأوسط واستمر مديرا تنفيذيا فيها حتى العام 1999.
شغل منصب وزير الشباب والرياضة 1999-2001 وكان بدءا في عهد دولة رؤوف الروايدة ثم دولة علي أبو الراغب.
عين مديرا اقليميا لمنطقة دول شرق المتوسط في شركة الفيزا العالمية في الفترة 2001 - 2006 واختير خلالها في العام 2004 ليكون رئيس مجلس إدارة شركة البريد الأردني حتى العام 2011 حيث تقاعد من العمل الوظيفي وتفرغ للعمل الرياضي التطوعي.

## في مجال الرياضة
كان سعيد شقم لاعب كرة قدم ولاعب كرة سلة في الكلية العلمية الإسلامية، ثم لاعب كرة سلة في النادي الأهلي عام 1966. التحق بصفوف المنتخب الأردني لكرة السلة (1967 – 1977) ولاعب في المنتخب الأردني العسكري لكرة السلة (1975 – 1977)، كما شارك في مسابقات رالي الأردن (1978 – 1982). كما شارك كعضو اداري في الاتحاد الأردني لكرة السلة في عدة دورات. 
أصبح رئيسا لمجلس إدارة النادي الاهلي الأردني عدة فترات حتى وفاته في 2018 . 
كان عضواً في رابطة الكتاب الأردنيين واصدر كتابا باسم «صمتي ملاذي» في العام 2007 كما كتب كلمات أغنية وطنية باسم «هيا نبني انجازا» قام التلفزيون الأردني باذاعتها في مناسبة وطنية لاحقا، وكان عضواً في العديد من الجميعات المحلية.